# Aeropuerto Internacional de Chiang Mai

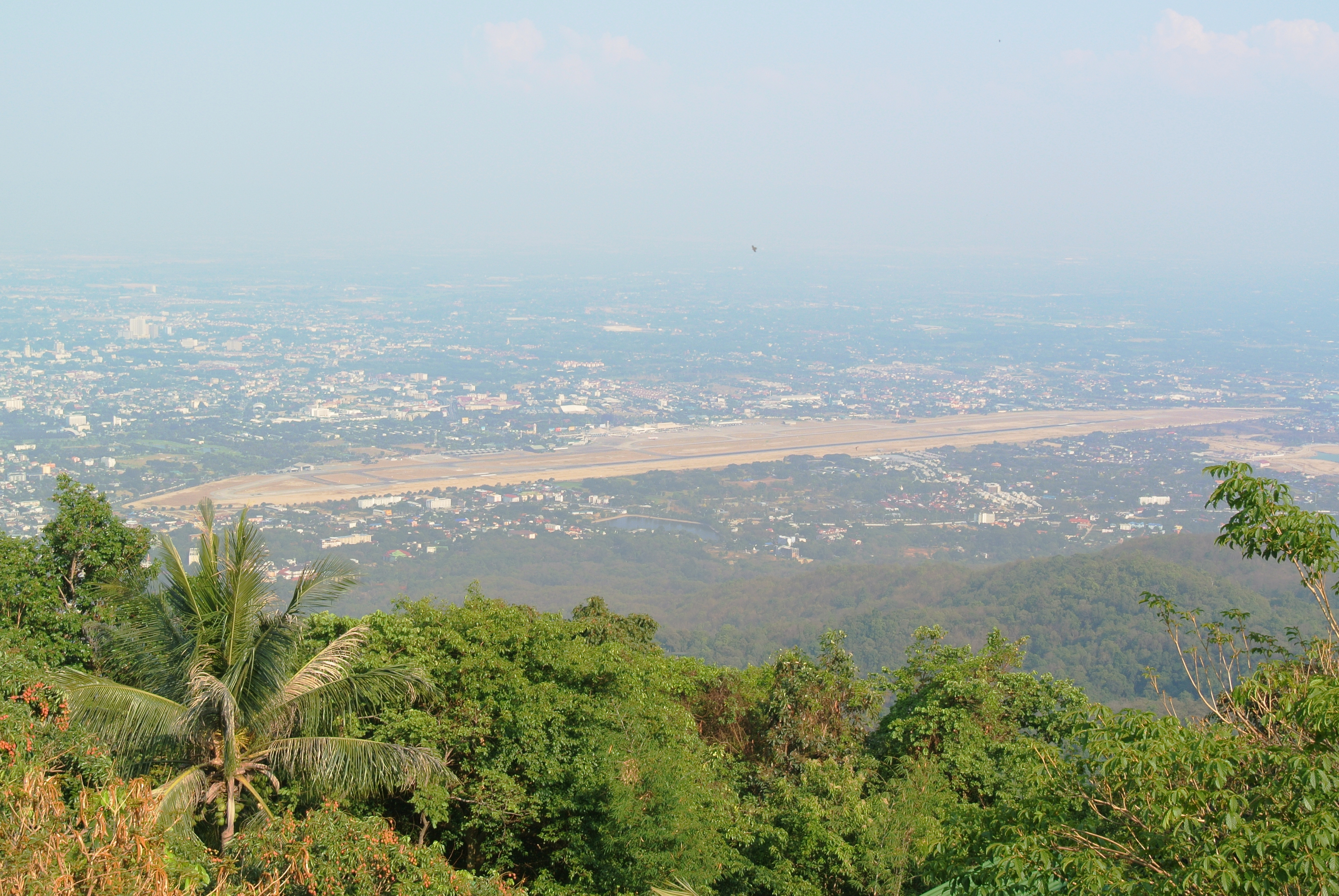
Vista aérea de las pistas del aeropuerto y la zona sur de la ciudad

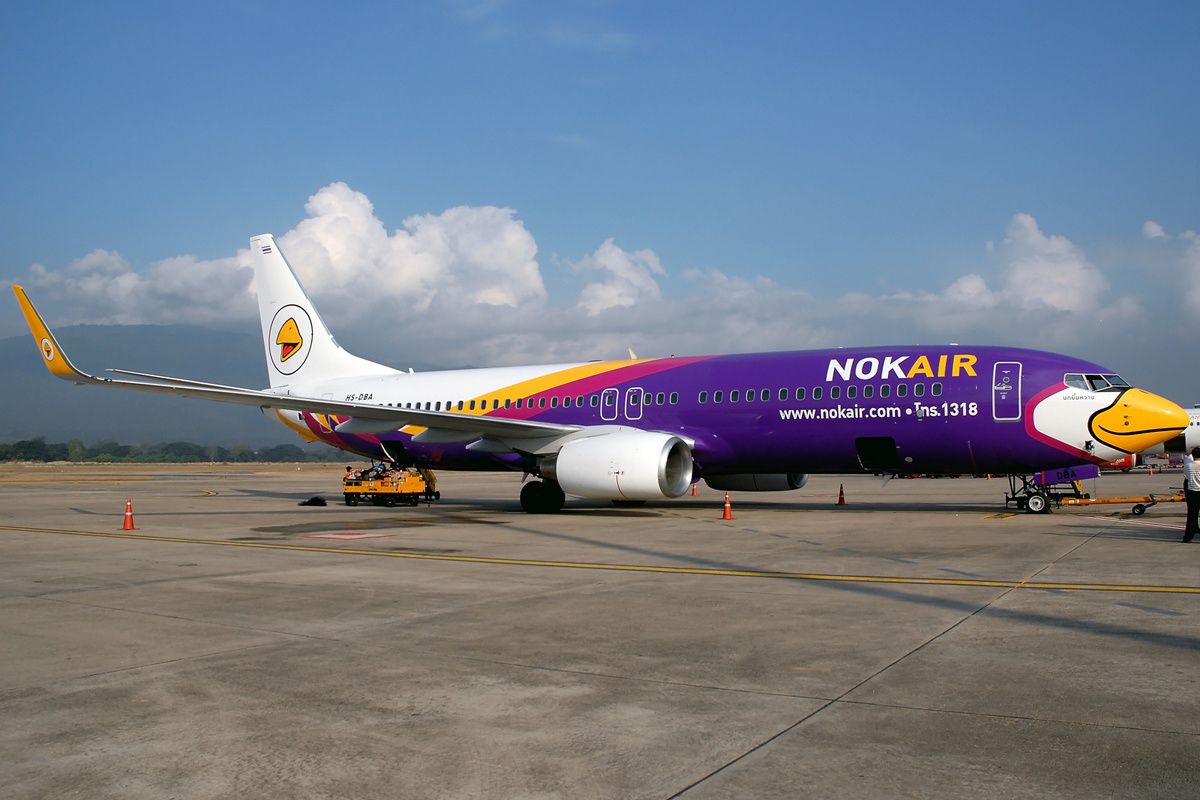
Un Boeing 737-800 de Nok Air en Chiang Mai

El Aeropuerto Internacional de Chiang Mai (en tailandés: ท่าอากาศยานเชียงใหม่) (IATA: CNX, OACI: VTCC) es un aeropuerto Internacional que sirve a la ciudad de Chiang Mai, la capital de la provincia de Chiang Mai en Tailandia. Fue establecido en 1921 como aeropuerto de Suthep.
CNX es una importante puerta de entrada al norte de Tailandia, y actualmente es el cuarto aeropuerto más ocupado en el país. En 2013 19 aerolíneas operaban a CNX, sirviendo a más de 5,3 millones de pasajeros, 43 000 vuelos y 18 000 toneladas de carga.
Como resultado del cierre temporal del aeropuerto de Suvarnabhumi en 2008 debido a las protestas, Chiang Mai se convirtió en la parada alternativa para los vuelos Taipéi-Europa de China Airlines y Singapur-Zúrich de Swiss International Air Lines. El 24 de enero de 2011, el aeropuerto se convirtió en hub secundario para Thai AirAsia.

## Instalaciones
El aeropuerto está ubicado a una altitud de 316 metros sobre el nivel del mar. La pista ha sido designada 18/36 con una superficie asfáltica de 3100x45 m.
Tiene dos terminales, en el cual, una es para viajeros nacionales y la otra es para vuelos internacionales.

### Expansión
Las mejoras en 2014 incluyeron la ampliación de la plataforma para aviones más grandes, extendiendo las horas de funcionamiento a 24/7 (a partir de abril de 2014), y ampliando la terminal de llegadas internacionales y la sala de embarques nacionales.

## Aerolíneas y destinos
| Aerolíneas                | Destinos                                                                                   | Terminal      |
| ------------------------- | ------------------------------------------------------------------------------------------ | ------------- |
| AirAsia                   | Kuala Lumpur                                                                               | Internacional |
| Air Bagan                 | Yangón                                                                                     | Internacional |
| Air China                 | Pekín-Capital, Wuhan                                                                       | Internacional |
| Bangkok Airways           | Bangkok-Suvarnabhumi, Ko Samui, Phuket                                                     | Doméstico     |
| Bangkok Airways           | Mandalay, Yangón                                                                           | Internacional |
| China Eastern Airlines    | Kunming, Shanghái-Pudong, Tianjín                                                          | Internacional |
| China Southern Airlines   | Changsha, Cantón, Nanning                                                                  | Internacional |
| Dragonair                 | Hong Kong                                                                                  | Internacional |
| HK Express                | Hong Kong                                                                                  | Internacional |
| Juneyao Airlines          | Shanghái-Pudong                                                                            | Internacional |
| Kan Air                   | Hua Hin, Khon Kaen, Mae Hong Son, Nan, Pai, Pattaya U-Tapao, Phitsanulok, Ubon Ratchathani | Doméstico     |
| Korean Air                | Busan, Seoul-Incheon                                                                       | Internacional |
| Lao Airlines              | Luang Prabang                                                                              | Internacional |
| Myanmar National Airlines | Yangón                                                                                     | Internacional |
| Nok Air                   | Bangkok-Don Mueang, Udon Thani                                                             | Doméstico     |
| Shandong Airlines         | Chongqing, Jinan                                                                           | Internacional |
| Sichuan Airlines          | Chengdú                                                                                    | Internacional |
| Silk Air                  | Singapur                                                                                   | Internacional |
| Spring Airlines           | Chengdú, Shanghái-Pudong                                                                   | Internacional |
| Thai AirAsia              | Bangkok-Don Mueang, Hat Yai, Krabi, Phuket, Surat Thani, Pattaya U-Tapao                   | Doméstico     |
| Thai AirAsia              | Hangzhou, Hong Kong, Macao Chárter: Chengdú, Chongqing                                     | Internacional |
| Thai Airways              | Bangkok-Suvarnabhumi                                                                       | Doméstico     |
| Thai Lion Air             | Bangkok-Don Mueang                                                                         | Doméstico     |
| Thai Smile                | Bangkok-Don Mueang, Bangkok-Suvarnabhumi, Phuket                                           | Doméstico     |
| Tiger Airways             | Singapur                                                                                   | Internacional |
| V Air                     | Taipéi-Taoyuan                                                                             | Internacional |